# Marek Košút
Marek Košút (Považská Bystrica, Checoslovaquia; 26 de septiembre de 1988 – 7 de junio de 2025) fue un futbolista eslovaco que jugó en la posición de delantero centro.

## Equipos
| Periodo   | Club                      |
| --------- | ------------------------- |
| 2010-2011 | FC Nitra                  |
| 2011      | → FKM Nové Zámky (cedido) |
| 2011–2012 | Šaľa                      |
| 2012–2013 | FKM Nové Zámky            |
| 2014      | Šaľa                      |
| 2014–2025 | FC Slovan Galanta         |